# Kanton Ibarra
Der Kanton Ibarra befindet sich in der Provinz Imbabura im Norden von Ecuador. Er besitzt eine Fläche von 1093 km². Im Jahr 2022 lag die Einwohnerzahl bei rund 217.500. Verwaltungssitz des Kantons ist die Provinzhauptstadt Ibarra mit 131.800 Einwohnern (Stand 2010). Der Kanton Ibarra wurde am 24. Juni 1824 gegründet.

## Lage
Der Kanton Ibarra reicht von der Nordostflanke des 4610 m hohen Vulkans Imbabura im Süden bis zum Chota-Tal am linken Flussufer des Río Mira. Die Fernstraße E35 (Quito–Tulcán) führt durch den Kanton.
Der Kanton Ibarra grenzt im Nordwesten an die Provinz Carchi, im Südosten an den Kanton Pimampiro, im Süden an die Provinz Pichincha, im Westen an die Kantone Otavalo, Antonio Ante und San Miguel de Urcuquí sowie im äußersten Nordwesten an die Provinz Esmeraldas.

## Verwaltungsgliederung
Der Kanton Ibarra ist in die Parroquias urbanas („städtisches Kirchspiel“)
- Alpachaca
- El Sagrario
- Los Ceibos y Ruinas de Caranqui
- Priorato y La Laguna
- San Francisco

und in die Parroquias rurales („ländliches Kirchspiel“)
- Ambuquí
- Angochagua
- La Carolina
- La Esperanza
- Lita
- Salinas
- San Antonio de Ibarra

gegliedert.
| Parroquias urbanas im Kanton Ibarra                       | Parroquias urbanas im Kanton Ibarra | Parroquias urbanas im Kanton Ibarra |
| --------------------------------------------------------- | ----------------------------------- | ----------------------------------- |
|                                                           | 1. Alpachaca                        |                                     |
| 2. El Sagrario                                            |                                     |                                     |
| 3. San Francisco                                          |                                     |                                     |
| 4. Priorato y La Laguna                                   |                                     |                                     |
| 5. Los Ceibos y Ruinas de Caranqui                        |                                     |                                     |
| 6. San Antonio de Ibarra (weiterhin eine Parroquia rural) |                                     |                                     |

## Geschichte
Entwicklung der Einwohnerzahl im Kanton Ibarra bei landesweiten Volkszählungen zum jeweiligen Gebietsstand:
| Jahr                    | Einwohner | +/-    |
| ----------------------- | --------- | ------ |
| 1950                    | 61.163    | –      |
| 1962                    | 82.722    | 35,2 % |
| 1974                    | 109.154   | 32 %   |
| 1982                    | 111.611   | 2,3 %  |
| 1990                    | 119.493   | 7,1 %  |
| 2001                    | 153.256   | 28,3 % |
| 2010                    | 181.175   | 18,2 % |
| 2022                    | 217.469   | 20 %   |
| Datenherkunft: Wikidata |           |        |